# 喀麦隆华人
喀麦隆华人是指在非洲国家喀麦隆的华侨华人。2008年时，总人口据估计有超过两千。主要分布在杜阿拉、雅温得和巴门达等大城市。多数开办商贸公司、企业和中餐馆。大量华商前往喀麦隆主要始于1995年。

## 华人团体
- 喀麦隆华侨华人工商总会

## 近期事件
- 2005年2月20日，中国商人黄飞在住处遭劫杀，引发数百名华人于17日在雅温得上街示威[永久]